# Двухцветный дикобраз
Двухцветный дикобраз (лат. Coendou bicolor) — млекопитающее семейства американских дикобразов (лат. Erethizontidae).
Этот вид встречается в северо-западной Боливии, Перу, западном Эквадоре, северо- и юго-западной Колумбии. В Боливии найден от низин до высоты 2500 метров над уровнем моря. Местообитания ограничены лесистыми областями.
Длина тела 40—54,3 см, вес 3—5 кг. Нос и губы заметны, клубневидные, глаза маленькие, чёрные. Уши маленькие, незаметные, скрытые среди меха и колючек растений.
Ведёт ночной, древесный, скрытный образ жизни, но взрослые пары могут жить вместе в дуплах деревьев. Передвигается медленно, при этом быстро карабкается на дерево. Питается листьями, плодами, семенами и корой растений. Движется медленно и может в течение длительного времени оставаться неподвижным. Цепкий хвост и приспособленные ноги позволяют ему легко двигаться между ветвями. Предпочитает селиться в дуплах деревьев повыше от земли.

## Внешний вид
При росте человека 183 см двухцветный дикобраз (Coendou bicolor) достигает в длину (голова + туловище) от 378 до 543 мм, а хвост добавляет ещё 460–540 мм, что составляет примерно 56 % от роста человека. Тело покрыто плотными иглами, основание которых светло-жёлтое, а кончики чёрные; на средине спины окраска особенно тёмная, образуя характерный «пояс». Хвост полностью хватательный, длиной 481 мм и более, почти свободен от игл и служит «пятой конечностью» при лазании по ветвям. Взрослые особи весят до 5 кг, причём масса варьирует в зависимости от подвида и географической популяции. На передних лапах по пять пальцев со втяжными когтями, на задних – по четыре, что обеспечивает уверенный захват ветвей при перемещениях в кронах деревьев. Голова небольшая, с тупым коротким рылом и густыми вибриссами, глаза крупные, ночного типа, что отражает ночной образ жизни этого древесного грызуна.